# Romańczuki
Romańczuki (biał. Раманчукі; ros. Романчуки) – wieś na Białorusi, w obwodzie witebskim, w rejonie głębockim, w sielsowiecie Urzecze.

## Historia
W czasach zaborów wieś w gminie Wierzchnie, w powiecie dzisieńskim, w guberni wileńskiej Imperium Rosyjskiego.
W latach 1921–1945 wieś a następnie kolonia leżała w Polsce, w województwie wileńskim, w powiecie dziśnieńskim, w gminie Wierzchnie, od 1929 roku w gminie Zalesie.
Według Powszechnego Spisu Ludności z 1921 roku zamieszkiwało tu 80 osób, wszystkie były wyznania rzymskokatolickiego. Jednocześnie 14 mieszkańców zadeklarowało polską a 66 białoruską przynależność narodową. Było tu 18 budynków mieszkalnych. W 1931 w 16 domach zamieszkiwały 74 osoby.
Wierni należeli do parafii rzymskokatolickiej w Udziale. Miejscowość podlegała pod Sąd Grodzki w Łużkach i Okręgowy w Wilnie; właściwy urząd pocztowy mieścił się w Zalesiu.
W wyniku napaści ZSRR na Polskę we wrześniu 1939 miejscowość znalazła się pod okupacją sowiecką. 2 listopada została włączona do Białoruskiej SRR. Od czerwca 1941 roku pod okupacją niemiecką. W 1944 miejscowość została ponownie zajęta przez wojska sowieckie i włączona do Białoruskiej SRR.
Od 1991 w składzie niepodległej Białorusi.